# Acontiinae
Acontiinae – podrodzina jaszczurek z rodziny scynkowatych (Scincidae).

## Zasięg występowania
Podrodzina obejmuje gatunki występujące w Afryce Subsaharyjskiej.

## Nomenklatura
Prawidłowa nazwa naukowa dla tej podrodziny – którą zdefiniował w 1839 roku John Edward Gray, nadając jej w oryginalnej pisowni nazwę Acontiadae – powinna brzmieć Acontiinae (zamiast Acontinae), jednak nazwa ta jest również powszechnie używana dla podrodziny motyli, którą opisał w 1841 roku Achille Guénée pod oryginalną nazwą Acontidi. Zachodzi potrzeba zajęcia stanowiska Międzynarodowej Komisji Nomenklatury Zoologicznej w celu ustalenia, w jaki sposób młodszy homonim powinien zostać zmieniony, aby uniknąć homonimii.

## Podział systematyczny
Do podrodziny należą następujące rodzaje: 
- Acontias Cuvier, 1816
- Typhlosaurus Wiegmann, 1834